# Allan Kamanga
Allan Kamanga (né le 29 décembre 1981) est un footballeur malawite. Il joue au poste de défenseur avec l'équipe sud-africaine du Dynamos.